# Leo Gestel
Leo Gestel (Woerden, 11 novembre 1881 – Hilversum, 26 novembre 1941) è stato un pittore olandese.

## Biografia

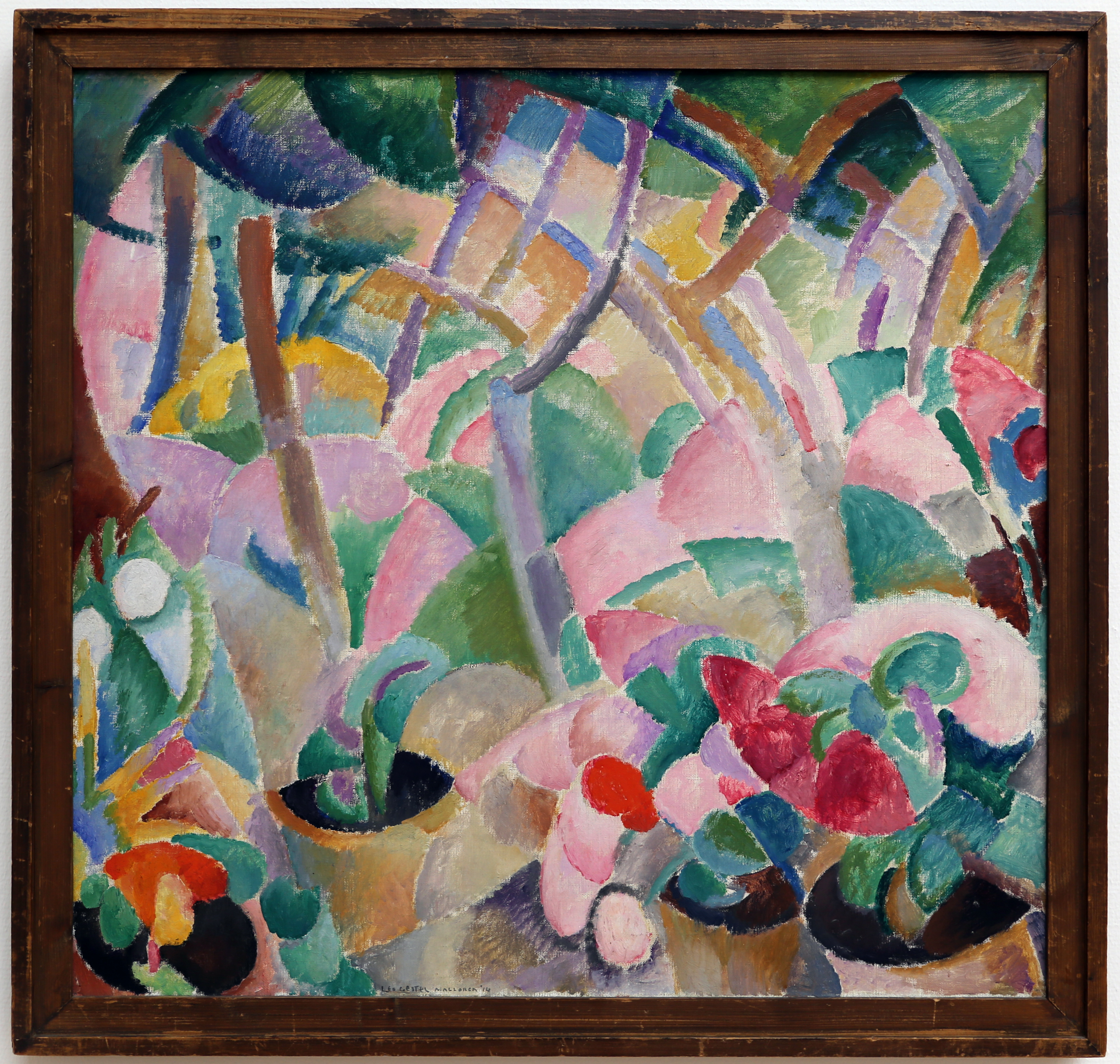
Dipinto di Gestel del 1914 custodito al Gemeentemuseum Den Haag

Figlio dell'artista Willem Gestel, fu esponente di varie correnti pittoriche tra cui cubismo, espressionismo, futurismo e post-impressionismo. Insieme a Piet Mondrian fu tra i principali artisti del modernismo olandese.	
Si avvicinò alla pittura grazie a padre Willem che era il direttore di una scuola d'arte e suo zio Dimmen Gestel che aveva dipinto con Vincent van Gogh.
In seguito si trasferì a Parigi dove entrò in contatto con il movimento d'avanguardia. Nel 1913 Herwarth Walden gli offrì la possibilità di esporre le sue opere nel Erster Deutscher Herbstsalon di Berlino. Nel 1929 gran parte delle sue opere vennero distrutte a causa di un incendio occorso nel suo studio.

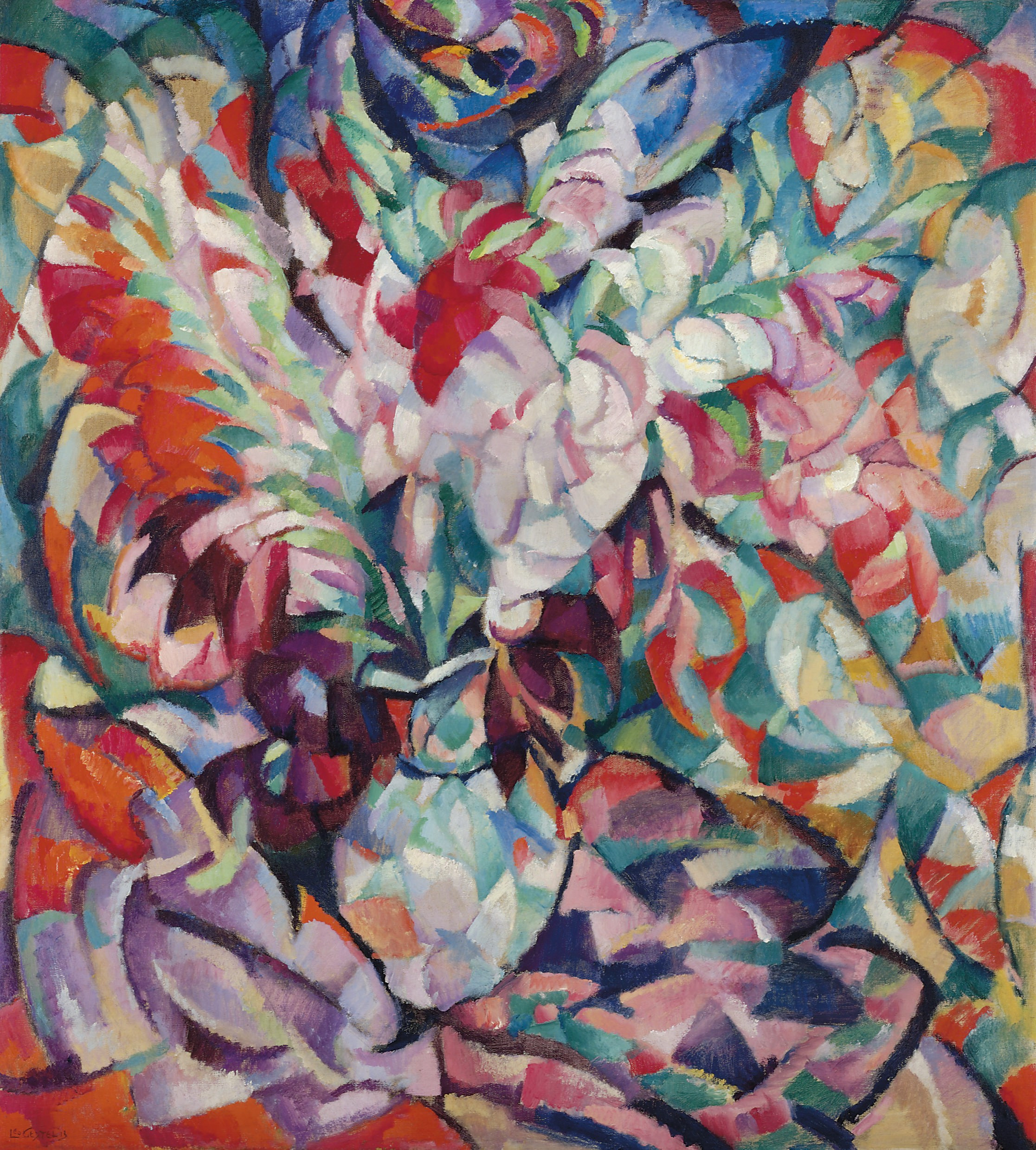
Gladiolen, 1913

## Collezioni
- Museo Stedelijk Alkmaar, Alkmaar
- Drents Museum, Assen
- Museum De Hallen, Haarlem
- Museo Frans Hals, Haarlem
- Singer Laren, Laren
- Museo Kröller-Müller, Otterlo
- Museum van Bommel van Dam, Venlo
- Museum de Fundatie in Zwolle